# Lluís Bru i Salelles
Lluís Bru i Salelles (Ondara, País Valencià, 1868 – Barcelona, 1952) fou un mosaïcista i escenògraf modernista. És considerat com el realitzador de tessel·les més important de la Barcelona del modernisme.

## Orígens i trajectòria
Fill i net de pintors escenògrafs, va desenvolupar des de nen les seves habilitats artístiques com a dibuixant. Traslladat a Barcelona molt jove, serà en aquesta ciutat on posarà el taller i on hi ha la major part de la seva obra.
Al voltant de 1900 comença la seva activitat al taller que tenia al carrer d'Enric Granados núm. 64 de Barcelona i rep els primers encàrrecs de Lluís Domènech i Montaner per a la realització de mosaics.
El 1901 prepara —per encàrrec de Maurici Vilomara— escenografies per al Gran Teatre del Liceu, de les quals, a l'arxiu municipal d'Esplugues de Llobregat es conserven les de l'òpera Hänsel i Gretel. Són dos dibuixos signats al revers per l'artista: la cabanya dels nens del primer acte i el bosc en què es perden del segon acte.
Destaquen els seus dissenys de ceràmiques per al catàleg de la fàbrica Pujol i Bausis d'Esplugues de Llobregat, uns motius freqüents als arrambadors i a les façanes i els ràfecs de les cases modernistes.
El 1904 viatjà a Venècia per formar-se en les tècniques del mosaic. És en la seva activitat com a mosaïcista on trobem la seva millor i més extensa obra.
Lluís Bru participa en la major part de les obres modernistes, des dels senzills cartells publicitaris industrials a Badalona o la decoració religiosa amb mosaics romans en paviments o absis fins a les grans obres modernistes en les quals sempre està present, sol o compartint protagonisme amb Mario Maragliano i Eliseu Querol.
És l'artífex de la Casa Lleó Morera, de l'Institut Pere Mata i dels darrers panells exteriors (1923) amb la història de l'Hospital de Sant Pau. Aquest edifici de Domènech i Montaner és, junt amb el Palau de la Música Catalana, Patrimoni de la Humanitat de la UNESCO.
Al Palau de la Música realitzà tota la decoració de mosaics i trencadís que, junt amb els vitralls d'Antoni Rigalt i Blanch, són els elements d'artesania modernista que imprimeixen la personalitat d'aquest edifici.
Lluís Bru va ser molt reconegut a la seva època i va guanyar la medalla de l'Exposició Internacional d'Art de Barcelona l'any 1911 amb una llar de foc que representava Sant Jordi dret sobre el cos del drac mort, dibuixat per l'artista Josep Triadó. Aquell mateix any repeteix la temàtica a la Casa Barbey, en aquest cas, amb el Sant Jordi muntat a cavall.
El 1925 rep la Medalla d'Or a l'Exposició Internacional de les Arts Decoratives de París.

## Tècniques
- Mosaic romà a la Casa de la Lactància
- Mosaic ceràmic al Palau de la Música Catalana
- Mosaic ceràmic a la Casa de la Lactància
- Trencadís a l'estació del Nord de València
- Arrambador ceràmic; disseny per a la fàbrica Pujol i Bausis
- Arrambador ceràmic existent a la casa Gustà; disseny de catàleg per a la fàbrica Pujol i Bausis.
- Detall del fris superior de la casa Teresa Font

## Obra
Va treballar per als principals arquitectes de l'època, com ara Lluís Domènech i Montaner, Josep Puig i Cadafalch, Manuel Joaquim Raspall, Salvador Valeri i Pupurull, Adolf Ruiz i Casamitjana, Enric Sagnier i Antoni de Falguera.

### Badalona
| Any  | Nom                    | Ubicació                             | Descripció | Estat    | Foto        |
| ---- | ---------------------- | ------------------------------------ | --- | -------- | ----------- |
| 1880 | Capella del Sant Crist | Al costat del castell de Godmar      | Es tracta d'una capella del segle xii reformada el 1880 incorporant uns mosaics de Lluís Bru. | Correcte |             |
| 1909 | "La Llauna"            | c/ Indústria i c/ Sagunt             | La fàbrica d'envasos metàl·lics de Gottardo de Andreis, coneguda popularment com la Llauna, és obra de Joan Amigó i Barriga. A la façana del costat de la via hi ha uns mosaics amb uns escuts fets per Lluís Bru. | Correcte | "La Llauna" |
| 1922 | Cordeleria Domènech    | c/ Torrent de Vall Major i c/ Orient | Antiga fàbrica tèxtil. Un gran rètol de mosaic blanc i blau recull el nom a la façana. El 2014 va ser retirat del seu emplaçament original pel Museu de Badalona, perquè s'enderrocà l'antiga corderia.            | Regular  |             |
| ?    | Cordeleria Ribó        | c/ Pomar de Baix, 4                  | Antiga fàbrica tèxtil. Un gran ròtul de mosaic blanc i blau recull el nom a la façana | Regular  |             |

### Barcelona
| Any         | Nom                                              | Ubicació                                  | Descripció | Estat                          | Foto                            |
| ----------- | ------------------------------------------------ | ----------------------------------------- | --- | ------------------------------ | ------------------------------- |
| 1902        | Casa Lleó-Morera                                 | Passeig de Gràcia, núm. 35                | Obra de Lluís Domènech i Montaner. L'obra de Bru va consistir a la decoració del vestíbul de l'escala. | Molt bé                        | Casa Lleó-Morera                |
| 1902        | Farmàcia Novellas                                | Rambla de Catalunya, núm. 77              | Obra de Antoni de Falguera i Sivilla per a Antoni Novellas i Roig. Bru, junt amb Mercel·lí Gelabert, fa les pintures decoratives de parets i sostres. | Correcte                       | Antiga farmàcia Novellas        |
| 1904        | Palau del Baró de Quadras                        | avinguda Diagonal, 373                    | Obra de Josep Puig i Cadafalch. Bru va realitzar el mosaic romà de l'entrada principal | Molt bé                        | Palau del Baró de Quadras       |
| 1906        | Casa Garí                                        | Passeig de Gràcia, núm. 60                | Obra de Josep Puig i Cadafalch. Ceràmica floral al pati interior de l'habitatge, recreant un jardí al centre de Barcelona. També destacaven els mosaics romans del paviment del vestíbul en el que hi havia una cèlebre figura de dos elegants gossos enllaças per un mateix collar. Els arrambadors policroms amb parells d'aus i flors, partien de dibuixos de Puig i Cadafalch.                                                                                 | Desapareguda                   |                                 |
| 1906        | Plafó amb taronges, façana de la Fonda de Marina | Pla de Palau, 10                          | Obra d'Enric Sagnier, d'acord amb una font, el mosaic ha desaparegut però l'edifici roman dempeus, mentre que una altra diu que encara hi és tot. | encara existeix? desapareguda? |                                 |
| 1907-1913   | Casa de la Lactància                             | Gran Via de les Corts Catalanes, 475-477  | Va ser projectada inicialment el 1907 per Pere Falqués, si bé l'edifici és obra del projecte de 1908, acabat el 1913, d'Antoni Falguera. | Correcte                       | Casa de la Lactància            |
| 1908        | Palau de la Música Catalana                      | C/ Sant Pere més Alt                      | Obra de Lluís Domènech i Montaner, Patrimoni de la Humanitat. Va realitzar tota la ceràmica i mosaic, exterior i interior. Destaquen especialment el frontó de la façana i el fons d'escenari. | Molt bé                        | Palau de la Música              |
| 1908-1911   | Hotel Metropolitan. La Rotonda                   | Psg. Sant Gervasi, 51                     | Obra d'Adolf Ruiz Casamitjana. La decoració de l'hotel original reflectia el luxe i el lleure. Tenia un fris exterior amb imatges d'activitats lúdiques i esportives, actualment desaparegut. Els usos posteriors de l'edifici han mutilat altres parts interiors. Destaca la torre amb pèrgola. | Deteriorat                     | La Rotonda                      |
| 1910-1917   | Església dels Carmelites                         | Av. Diagonal, 422                         | Obra de Josep Domènech i Estapà i Josep Domènech i Mansana. L'església està resolta segons línies formals pròpies del bizantinisme, tot i tenir altres elements medievalistes. La profusa decoració d'absis i murs amb pintures murals i mosaics de Lluís Bru és on la inspiració romana d'Orient. Durant la guerra civil l'església va ser incendiada. En restaurar-la, varen descobrir que els mosaics només s'havien fumat, però el foc no els havia fet malbé. | molt bé                        | Església dels Carmelites        |
| 1911        | Casa Comalat                                     | Av. Diagonal, 442                         | Obra de Salvador Valeri i Pupurull. Obra insòlita amb clares influències gaudinianes amb la façana principal a l'avinguda Diagonal i la posterior orientada al carrer Còrsega i ricament decorada amb mosaics. | molt bé                        | Casa Comalat                    |
| 1911        | Botiga "Casa Texidor"                            | Rda. de Sant Pere 16                      | Decorada per Joaquim Raspall, el comerç estava dedicat a papereria i material per a belles arts i havia estat fundat al carrer Regomir en 1874 per Josep Texidor i Busquets. Els seus successors decidiren traslladar-lo i encarreguen a Raspall la seva decoració en la que col·laborà Lluís Bru. Va existir fins a l'any 1995. Actualment és una òptica que ha respectat prou bé la decoració original.                                                          | Ben conservada                 | Botiga "Casa Teixidor"          |
| 1911        | Casa Doctor Genové                               | la Rambla, 77                             | Obra d'Enric Sagnier en una finca estreta on s'allotjava la farmàcia i el laboratori del propietari. Destaca l'obertura central amb un arc Tudor per donar més llum a la sala principal i una escultura d'Esculapi a l'entrada. La façana està profusament decorada amb mosaics i esgrafiats. | Correcte                       | Casa Doctor Genové              |
| 1911        | Fàbrica Casaramona                               | Av. Marquès de Comillas, 6-8              | La ceràmica de la torre d'aigües és obra del taller Bru. | Correcte                       | Fàbrica Casaramona              |
| 1911 i 1955 | Temple Expiatori del Sagrat Cor                  | Tibidabo                                  | Obra monumental d'Enric Sagnier ubicada al cim del Tibidabo, va ser construïda entre el 1902 i el 1966, si bé els mosaics de Bru ubicats a la cripta són de la primera fase, cap al 1911. Els del timpà de la porta de la cripta van ser destruïts al 1936 i reinterpretats al gust de l'època per Josep Bru, la segona generació del taller Bru el 1955. | Correcte                       | Temple Expiatori del Sagrat Cor |
| 1914        | Casa Cuyàs Ferrer (o Maldonado)                  | c/ Aribau 179                             | Obra de Antoni Millás i Figuerola. S'articula a partir de l'eix angular, semicilíndric, que actua alhora com a tribuna i com a torratxa, sobresortint del nivell de terrat. El treball de Bru és el mosaic exterior en fris del pis superior. | Correcte                       | Casa Cuyàs Ferrer               |
| 1917        | Casa Teresa Font                                 | Gran Via de les Corts Catalanes, núm. 690 | La façana té un mosaic amb temes florals que ocupa els 3 pisos superiors. Va ser restaurat pel net de Lluís Bru en la dècada de 1980. | Correcte                       | Casa Teresa Font                |
| 1920        | Botiga Amadeo Carbonell                          | C/ Llibertat, 52                          | Plafons de façana d’una botiga, situats a l'exterior. El mosaic està realitzat amb tessel·les de ceràmica esmaltada de forma quadrangular amb textos i objectes de tonalitats grogues sobre fons blau. El rètol situat sobre la porta anuncia el nom de la botiga i el número de casa. Als costats, dos representacions pròpies del grafisme publicitari de l'època, anuncien "Luz" i "Fuerza"                                                                     |                                |                                 |
| 1923        | Hospital de Sant Pau                             | Av. Antoni M. Claret, 167                 | Obra de Lluís Domènech i Montaner. La principal contribució mosaïcista d'aquesta obra és de Mario Maragliano. Lluís Bru va realitzar, sobre pintures de Francesc Labarta, els dos darrers panells decoratius de la part exterior del pavelló d'administració, on es recull la història de l'hospital. | correcte                       | Hospital de Sant Pau            |
| 1924 i 1942 | Basílica de Sant Josep Oriol                     | C/ Diputació, 141                         | Encàrrec de Magdalena Modolell, vídua de Nogués, en previsió de la canonització del beat català. Del març de 1924 a maig de 1925 es paga a Lluís Bru la quantitat de 26.000 pessetes pels mosaics del presbiteri i del pantocràtor. El 20 de març de 1942 es paga a Tallers Bru la quantitat de 7.488,50 ptes. per la reconstrucció del mosaic del presbiteri. L'obra és de Josep Bru, amb la col·laboració del seu pare Lluís Bru.                                | Correcte                       | Basílica de Sant Josep Oriol    |
| 1934        | Farmàcia Viladot                                 | Rda. Sant Pere, 40                        | Oberta l'any 1905 pel doctor Palomar, va canviar el seu nom posteriorment. El disseny del projecte fou de Fèlix Cardellach. Les pintures del sostre, avui desaparegudes, eren d'Eusebi Esquirós i els mosaics són de Lluís Bru. Els dos grans panells de la façana són obra de Josep Bru i substitueixen des de 1934 uns vitralls modernistes del propi Cardellach.                                                                                                | Correcte                       | Farmàcia Viladot                |

### Canet de Mar
| Any               | Nom                                   | Ubicació                              | Descripció | Estat    | Foto         |
| ----------------- | ------------------------------------- | ------------------------------------- | --- | -------- | ------------ |
| 1905              | Fris ceràmic de la Masia Rocosa       | Xamfrà riera Gavarra amb la Buscarons | Es tracta d'un mural d'un àngel que dona la benvinguda que va dissenyar per al "Pavelló dels Distingits" de l'Institut Pere Mata i que Domènech i Montaner va incorporar a la Masia Rocosa, taller de l'arquitecte. | Correcte | Fris ceràmic |
| Inici de segle xx | Arrambadors ceràmics de Mas d'el Grau |                                       | A inicis de segle XX es va reformar un antic mas de l'horta del Grau. Els arrambadors escollits són obra de Lluís Bru                                                                                               | Correcte |              |

### Cerdanyola del Vallès
| Any  | Nom                     | Ubicació | Descripció | Estat    | Foto |
| ---- | ----------------------- | -------- | --- | -------- | ---- |
| 1909 | Parròquia de Sant Martí |          | El 1909 es van col·locar a cada banda de l'altar dos grans mosaics modernistes d'uns 20 m². fets amb tessel·les de ceràmica i marbre que representen dos miracles atribuïts a sant Martí: la resurrecció d'un catecumen i la submissió de l'emperador Valentinia. | Correcte |      |

### la Garriga
| Any  | Nom         | Ubicació     | Descripció | Estat    | Foto        |
| ---- | ----------- | ------------ | --- | -------- | ----------- |
| 1910 | Casa Barbey | C/ Figueral, | Construïda per encàrrec de Juli Barber i Poinsard, és considerada l'obra més important del període modernista de Joaquim Raspall per la seva qualitat arquitectònica i per l'embelliment de tots els elements. Bru va fer la ceràmica i els mosaics, dels que destaca un Sant Jordi sobre disseny de Triadó. | Correcte | Casa Barbey |

### La Pobla de Segur
| Any  | Nom         | Ubicació | Descripció | Estat   | Foto        |
| ---- | ----------- | -------- | --- | ------- | ----------- |
| 1903 | Torre Mauri |          | Forma part del "conjunt Mauri" edificat per Ramon Mauri, fill d'un Mestre de Cases de la Pobla de Segur que va fer fortuna a Madrid després de participar en la tercera guerra carlina. Actualment és la seu de l'ajuntament de la Pobla de Segur | Molt bé | Torre Mauri |

### Mollet del Vallès
| Any    | Nom                             | Ubicació        | Descripció | Estat        | Foto                            |
| ------ | ------------------------------- | --------------- | --- | ------------ | ------------------------------- |
| > 1911 | Teneria Moderna Franco-Española | c/ Indústria, 1 | Els orígens de la Teneria es troben en una petita pelleria fundada l'any 1887 pel francès Octave Lecante, però no va ser fins a l'any 1911 quan es va constituir davant notari la Teneria Moderna Franco-Espanyola. Els mosaics de Bru, al·legoria del "comerç" i la "indústria", han de ser posteriors doncs ja recollen aquesta denominació. | Degradant-se | Teneria Moderna Franco-Española |

### Reus
| Any       | Nom                | Ubicació                               | Descripció | Estat   | Foto               |
| --------- | ------------------ | -------------------------------------- | --- | ------- | ------------------ |
| 1897-1912 | Institut Pere Mata | Carretera de l'Institut Pere Mata, s/n | Obra de Lluís Domènech i Montaner, encarregat pel doctor reusenc Emili Briansó Planes, Pau Font de Rubinat i altres intel·lectuals catalanistes reusencs per a ser hospital psiquiàtric. Per a Domènech i Montaner va ser un precedent de l'Hospital de Sant Pau. | Molt bé | Institut Pere Mata |

### Sentmenat
| Any  | Nom                    | Ubicació | Descripció | Estat   | Foto                   |
| ---- | ---------------------- | -------- | --- | ------- | ---------------------- |
| 1905 | Cementiri de Sentmenat | .        | Obra d', disposa d'una decoració minimalista en mosaic tant a l'accés principal com la testa de la tanca perimetral. | Regular | Cementiri de Sentmenat |

### Uxue(Navarra)
| Any  | Nom                 | Ubicació | Descripció | Estat   | Foto |
| ---- | ------------------- | -------- | --- | ------- | ---- |
| 1910 | Església parroquial | .        | Va confeccionar una retaule de mosaic que va ser desmuntat el 1952 i guardat en un magatzem. El 2010 el bloguer Mikel Burgui, especialitzat en tot allò relatiu a Uxue, va publicar unes fotografies que va donar la pista a la historiadora Maria Saliné qui va identificar l'obra amb una documentació existent sobre l'autoria de Lluís Bru. Al llibre contemporani Estudio historico artistico sobre la imagen, el santuario y la villa de Santa Maria de Ujue hi ha una descripció i una imatge de l'altar el 1910. | Regular |      |

### València
| Any  | Nom              | Ubicació         | Descripció | Estat   | Foto             |
| ---- | ---------------- | ---------------- | --- | ------- | ---------------- |
| 1903 | Estació del Nord | carrer de Xàtiva | La profusa decoració de mosaic i ceràmica està centrada en la producció agrícola de la taronja. Destaca el vestíbul, sostres, columnes i l'actual zona d'informació en una combinació amb una fusteria molt delicada. Resulta anecdòtic que hi ha uns cartells fets en mosaic amb el lema "bon viatge" en diversos idiomes, excepte en català. | Molt bé | Estació del Nord |

- Panteons d'Ignasi Coll, Tolrà, Serra i Gurino al cementiri de Montjuïc.[2]
- 1900 (aprx) Casa de Josep Bertrand o vil·la Mayfair (via Augusta, 240)[2]
- Palau del comte de Fígols[2]
- Capella religioses de Maria Immaculada

Apart de les obres a Catalunya, País Valencià i Navarra mencionades a dalt, en Lluís Bru també va realitzar els mosaics de la Casa Àrab i de la cripta March a Palma i de la Compañía Peninsular de Teléfonos a Madrid.

## La nissaga Bru
Adaptant-se als canvis i evolució dels estils, Lluís Bru va continuar treballant fins a la seva mort l'any 1952.
Pel taller varen passar tres generacions: ell mateix, el seu fill Josep Bru i Masipó i el seu net Lluís Bru i Borrell.
Josep Bru i Masipó (Barcelona, 1901-1973, era el tercer fill de Lluís Bru i continuador del taller. Va comptar amb la col·laboració parcial dels seus germans Lluís, que es va dedicar al món de l'esport, i l'Elàdia, la figura femenina del taller que sempre es va mantenir en un discret segon pla.
La longevitat de Lluís Bru eclipsà parcialment al seu successor que, tot i les dificultats empresarials per la davallada de l'ús del mosaic a partir del Noucentisme, va mantenir el taller. En aquest període la principal activitat fou la restauració d'esglésies destruïdes a la guerra civil i els encàrrecs de Joan March, al Palau March i al panteó March, ambdós a Palma. Es tracta d'obres de gran envergadura d'un estil propi de la dècada de 1960. Altres obres són l'altar de la Puríssima de l'església parroquial de Ribes de Freser (1950), l'altar de la Marededéu de Montserrat dels caputxins d'Olot (1946) i l'església dels Àngels a Barcelona
Lluís Bru i Borrell (Barcelona, 1933-1999, era el tercer fill de Josep Bru i Massipó. Va passar moments molt difícils fins que  en la dècada de 1980 es va iniciar una recuperació del patrimoni modernista i de la consciència sobre la preservació. Comença una activitat de restauració de les obres del seu avi: Palau de la Música, Casa Lleó Morera, casa de la Lactància, etc. i d'altres mosaics, com, el 1988, els de l'església de Sant Pacià (Barcelona), dissenyats per Gaudí i fets pel mosaicista Luigi Pallarin a començaments del segle xx. La seva tenacitat va permetre que, no tan sols fos l'únic taller de mosaic en actiu, sinó que conservés els dibuixos originals de les principals obres del modernisme català. El seu germà, Josep Bru i Borrell (1927), va col·laborar en restauracions molt importants, com el Palau de la Música Catalana o el Tibidabo, si bé sempre va treballar amb taller propi a Artà (Mallorca).

## Llegat
La documentació del taller dels Bru amb les plantilles originals dels principals mosaics que varen fer es troba a l'arxiu de l'Ajuntament d'Esplugues de Llobregat, que va adquirir-la per a integrar-la amb el museu de la fàbrica Pujol i Bausis, a la quaul Lluís Bru va estar molt vinculat.